# خط ۴ متروی مشهد
خط ۴ متروی مشهد به طول ۱۷٫۵کیلومتر بلوار را به خواجه ربیع (از شرق به شمال و برعکس) متصل می‌کند.
این خط از خواجه ربیع آغاز و با عبور از میدان شهدا با امتداد به سمت حرم مطهر از ضلع شمالی حرم عبور کرده و از بلوار مصلی به سمت شهرک شهید رجایی و جاده سرخس و بلوار در امتداد میدان شهید عباسپور طی مسیر خواهد کرد. این خط پس از احداث و بهره‌برداری با عبور از نزدیکی حرم مطهر بهترین دسترسی به حرم مطهر را برای زائران و مجاوران فراهم خواهد آورد. در ۳۰ اردیبهشت ۱۴۰۰، عملیات حفاری خط ۴ آغاز شده و تا امروز ادامه دارد.

## ایستگاه‌ها
| شماره | نام                      | خطوط اتصال | وضعیت    | موقعیت                                            | سال اتمام حفاری |
| ----- | ------------------------ | ---------- | -------- | ------------------------------------------------- | --------------- |
| ۱     | ایستگاه خواجه ربیع       |            | غیرفعال  | بلوار خواجه ربیع                                  | 1404            |
| ۲     | ایستگاه بوستان بهار      |            | غیرفعال  | بوستان بهار                                       | 1404            |
| ۳     | میدان امام حسین          |            | غیرفعال  | نامعلوم                                           | 1404            |
| ۴     | ایستگاه بلوار گاز        |            | غیرفعال  | نرسیده به بلوار گاز                               | 1404            |
| ۵     | ایستگاه خیابان عبادی     |            | غیر فعال | عبادی 43                                          | 1404            |
| ۶     | ایستگاه خیابان کاشانی    |            | غیرفعال  | خیابان کاشانی                                     | 1404            |
| ۷     | ایستگاه شهدا             |            | فعال     | میدان شهدا                                        | 1404            |
| ۸     | شارستان                  |            | غیرفعال  | بین شارستان حسنی کارگر و شارستان شوشتری ( نواب 1) | 1404            |
| ۹     | میدان طبرسی              |            | غیرفعال  | ورودی زیرگذری طبرسی                               | 1404            |
| ۱۰    | بلوار وحدت               |            | غیرفعال  | پارک وحدت                                         | 1404            |
| ۱۱    | ایستگاه بلوار رستمی      |            | غیرفعال  | نامعلوم                                           | 1404            |
| ۱۲    | ایستگاه خیابان محمد آباد |            | غیرفعال  | محمد آباد 22                                      | 1404            |
| ۱۳    | شهرک شیرین               |            | غیرفعال  | شهرک شیرین                                        | 1404            |
| ۱۴    | ایستگاه خیابان سرخس      |            | غیرفعال  | خیابان پوریای ولی                                 | 1404            |
| ۱۵    | ایستگاه شهرک شهید رجایی  |            | غیرفعال  | حر 10                                             | 1404            |
| ۱۶    | ایستگاه شهرک شهید باهنر  |            | غیر فعال | شهرک شهید باهنر                                   | 1404            |